# Очери (Месина)
Очери је насеље у Италији у округу Месина, региону Сицилија.
Према процени из 2011. у насељу је живело 47 становника. Насеље се налази на надморској висини од 135 м.